# کاکه‌گاوا ۷۲۵۲
سیارک ۷۲۵۲ (به انگلیسی: 7252 Kakegawa، نامگذاری:1992UZ) هفت هزار و دویست و پنجاه و دومین سیارک کشف شده‌است که در ۲۱ اکتبر ۱۹۹۲ کشف شد.
قدر مطلق سیارک برابر ۱۳٫۱۰ است.